# Becco

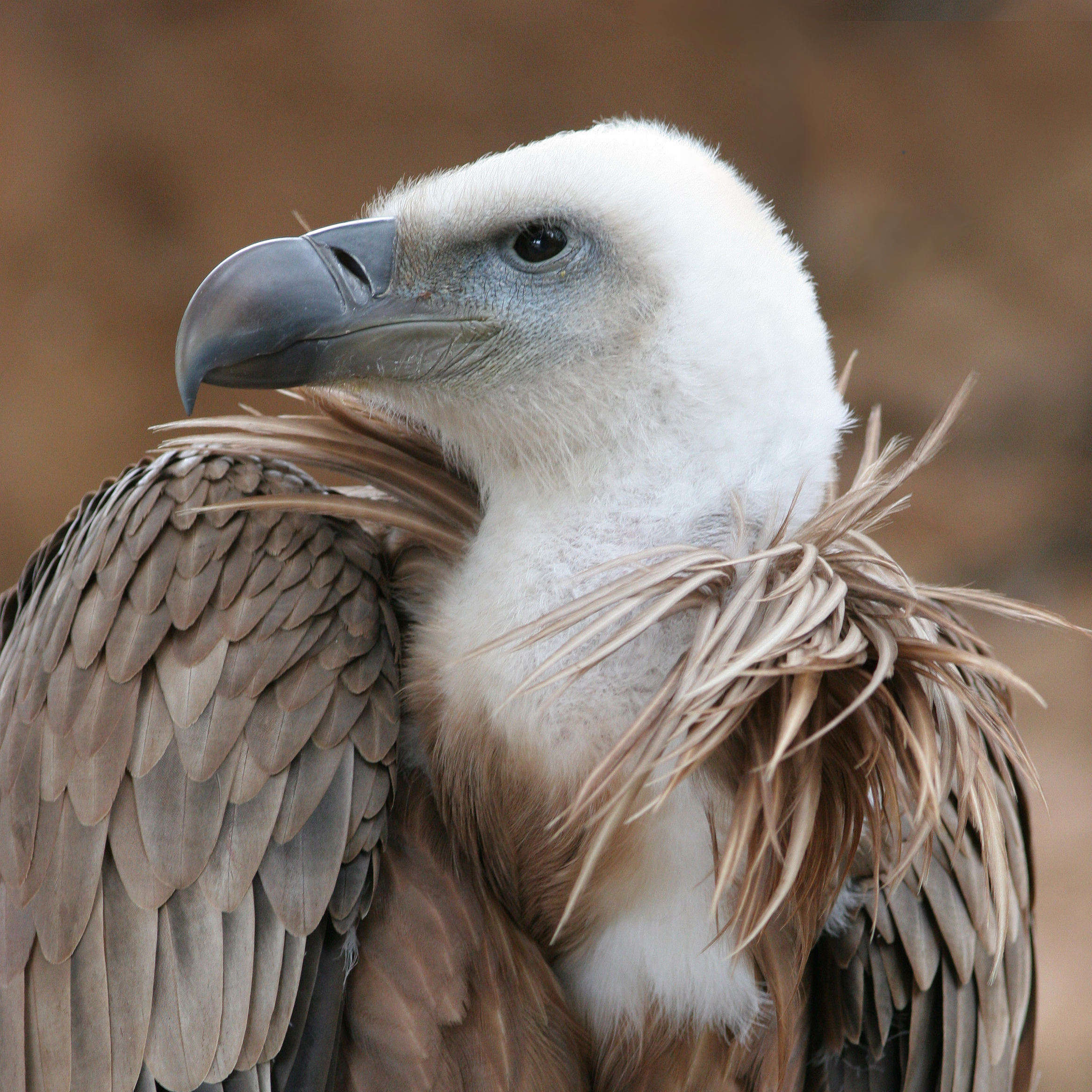
Il rostro di un uccello rapace, il grifone.

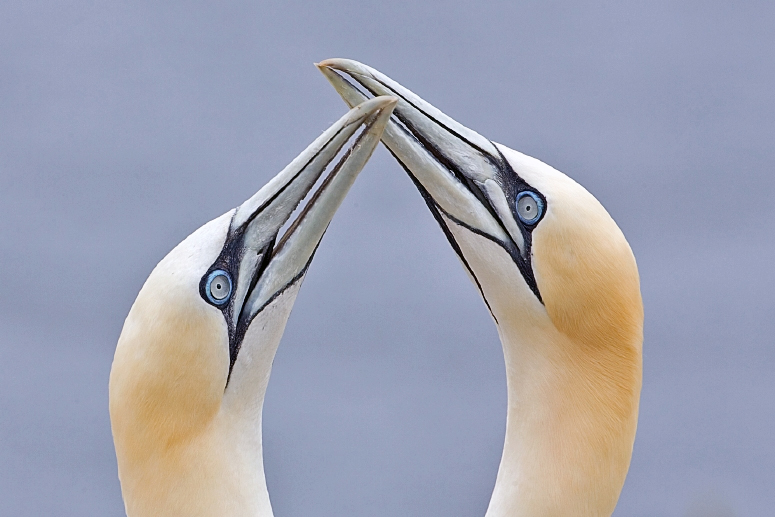
Il becco è utilizzato dalla sula bassana durante il corteggiamento.

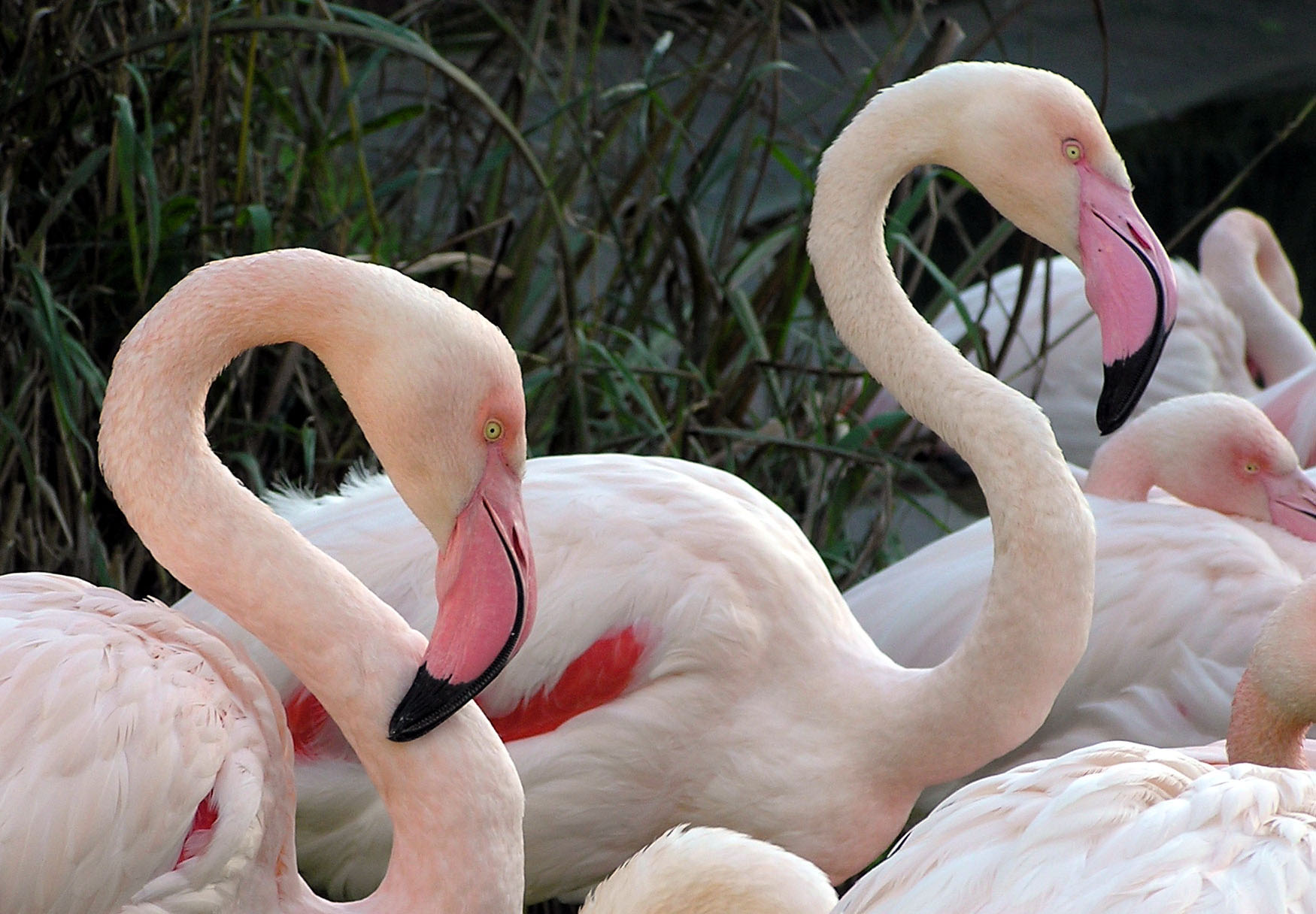
Il fenicottero utilizza il proprio becco per filtrare i sedimenti del fondale dei laghi in cui vive.

Il becco (talvolta detto anche rostro o ranfoteca) è una struttura cornea esterna della bocca di alcuni animali. È una caratteristica distintiva degli uccelli e, oltre ad essere adoperata per l'alimentazione, è utilizzata anche per nettare il piumaggio, manipolare oggetti, uccidere le prede, corteggiare il partner e alimentare i pulcini.
Oltre gli uccelli, hanno il becco anche i cheloni, i monotremi (ornitorinco ed echidna), alcuni cefalopodi (polpi, calamari), e alcune specie di lucertole e vermi.

## Anatomia
I becchi possono variare in maniera significativa per dimensione e forma da specie a specie. Il becco è formato da una parte superiore detta mascella o rinoteca, e una parte inferiore, la mandibola o gnatoteca. Le mascelle sono fatte di osso spesso e poroso per garantire la leggerezza necessaria al volo. La superficie esterna è ricoperta da una pellicola di cheratina chiamata "ranfoteca". Tra la superficie dura e l'osso interno si trova uno strato contenente vasi sanguigni e terminazioni nervose. La ranfoteca comprende anche un "nodo" che è possibile trovare in alcuni cigni.
La parte dorsale del becco è nota come culmen, e viene utilizzata come misura standard per differenziare specie e sottospecie.
Il becco ha due "narici" che si collegano all'apparato respiratorio. In alcuni uccelli, queste sono collocate in una struttura grassa alla base del becco chiamata "cera". Falchi e pappagalli sono tra gli uccelli che hanno la cera. I caratteri distintivi sessuali dei pappagallini ondulati riguardano la cera: negli esemplari maschi diventa blu con la maturità, mentre quella delle femmine diventa marrone chiaro. Le cere delle femmine di pappagallino australiano appaiono anche raggrinzite, con una maggiore evidenza durante il periodo fertile. Le femmine immature hanno la cera liscia e di un rosa pallido.
Le narici degli uccelli si trovano solitamente sopra il becco. Su alcuni uccelli, come il pappagallino ondulato, esse sono situate tra la "cera".
In alcuni volatili, la punta del becco è complessa e composta da tessuto morto, usato per compiti difficili come aprire le noci oppure uccidere le prede. In altri uccelli, come le anatre, la punta del becco è invece sensibile e contiene nervi, per poter localizzare le cose che li circondano grazie al semplice tocco. Il becco si logora con l'uso, così cresce per tutta la vita dell'uccello.
A differenza delle mascelle con i denti, i becchi non vengono utilizzati per masticare. Gli uccelli ingoiano il cibo in modo intero e lo rompono successivamente nel "ventriglio".
Esempi di uccelli con un becco inusuale sono i colibrì ed i tucani.

## Galleria d'immagini

Confronto di becchi di uccelli, che mostrano forme diverse adattate a diversi metodi di alimentazione.
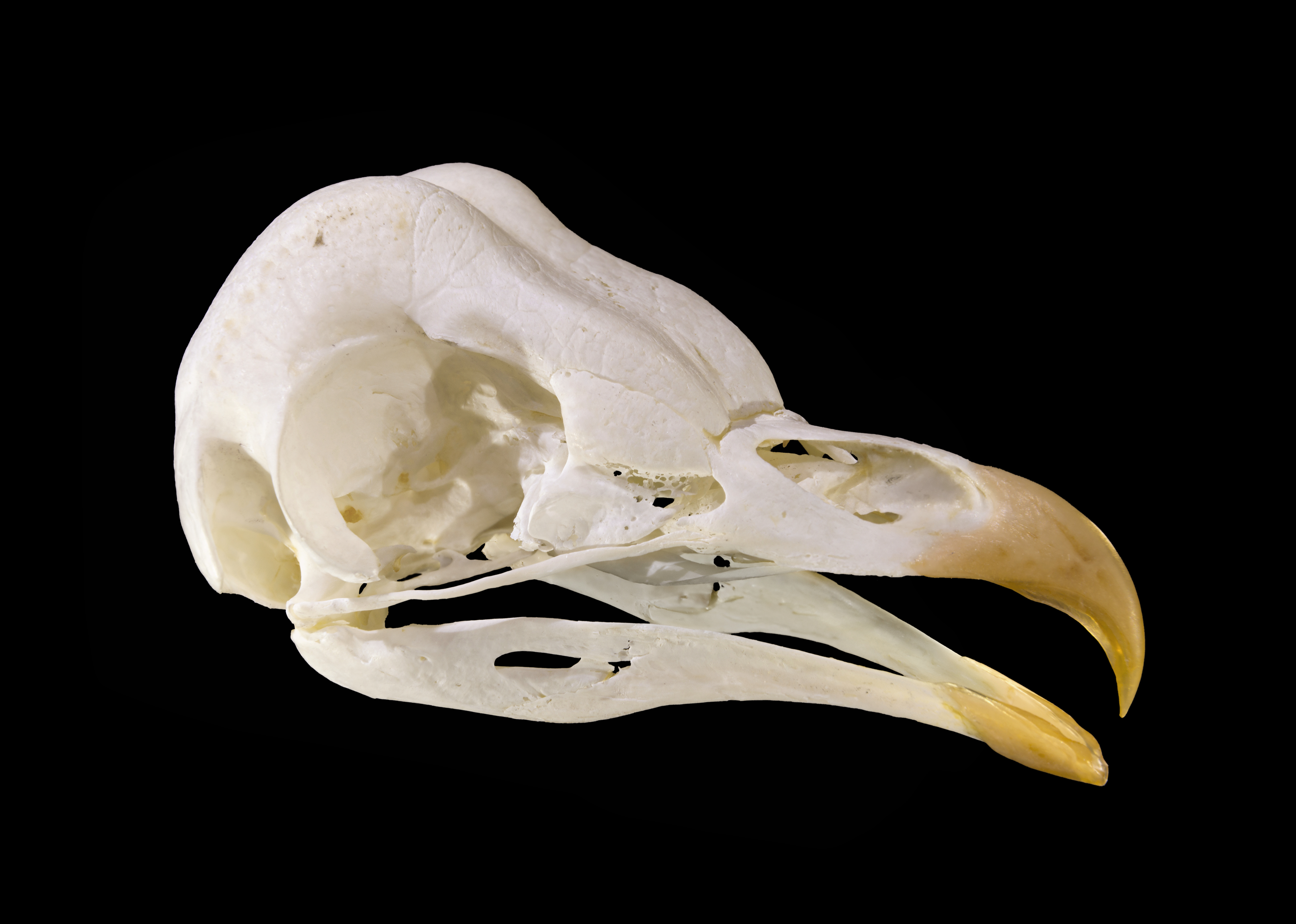
Il nucleo osseo del becco è una struttura leggera, come quella vista sul cranio di questo barbagianni.
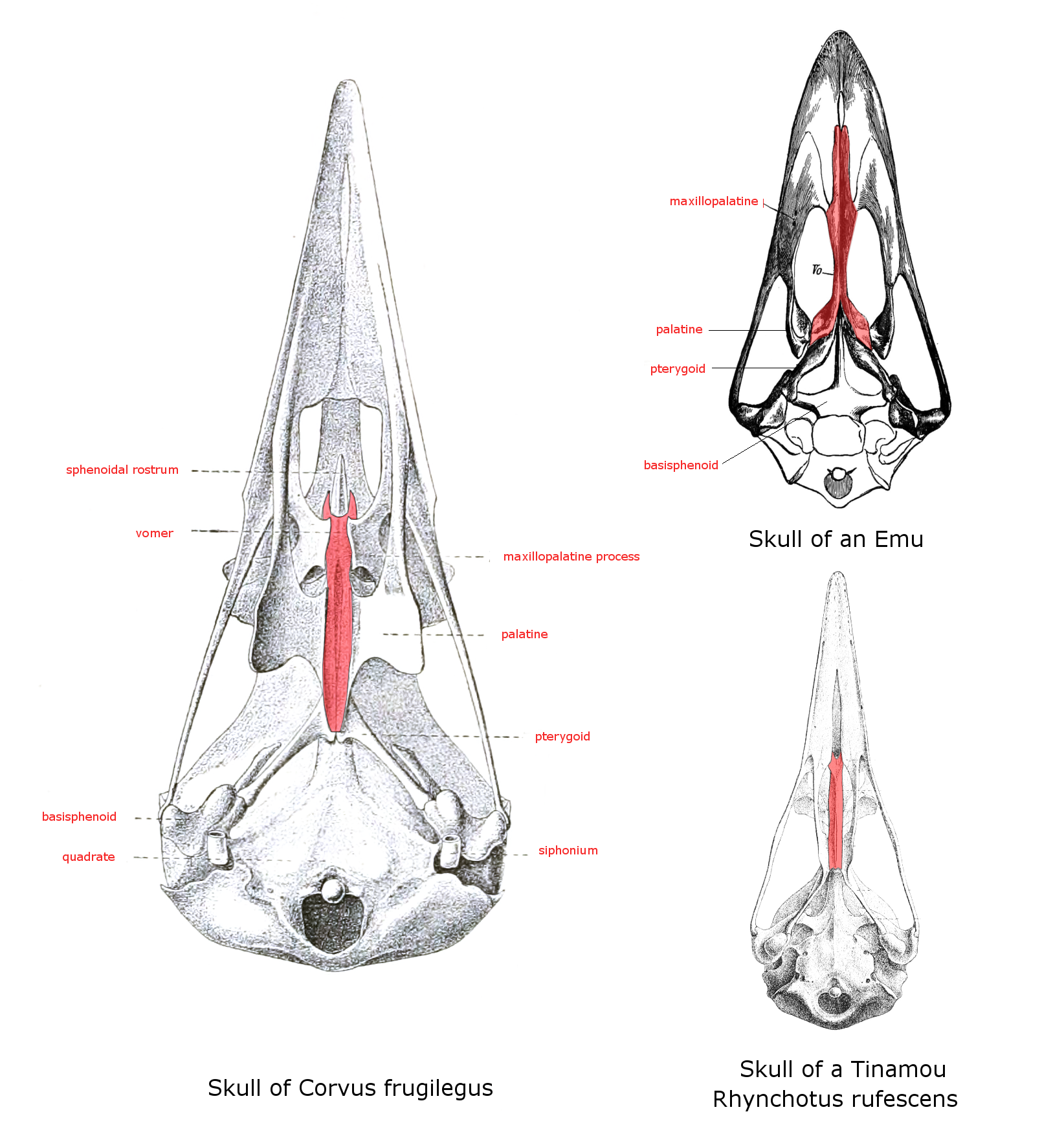
Posizione del vomere (rosso sfumato) in neognathae (a sinistra) e paleognathae (a destra).
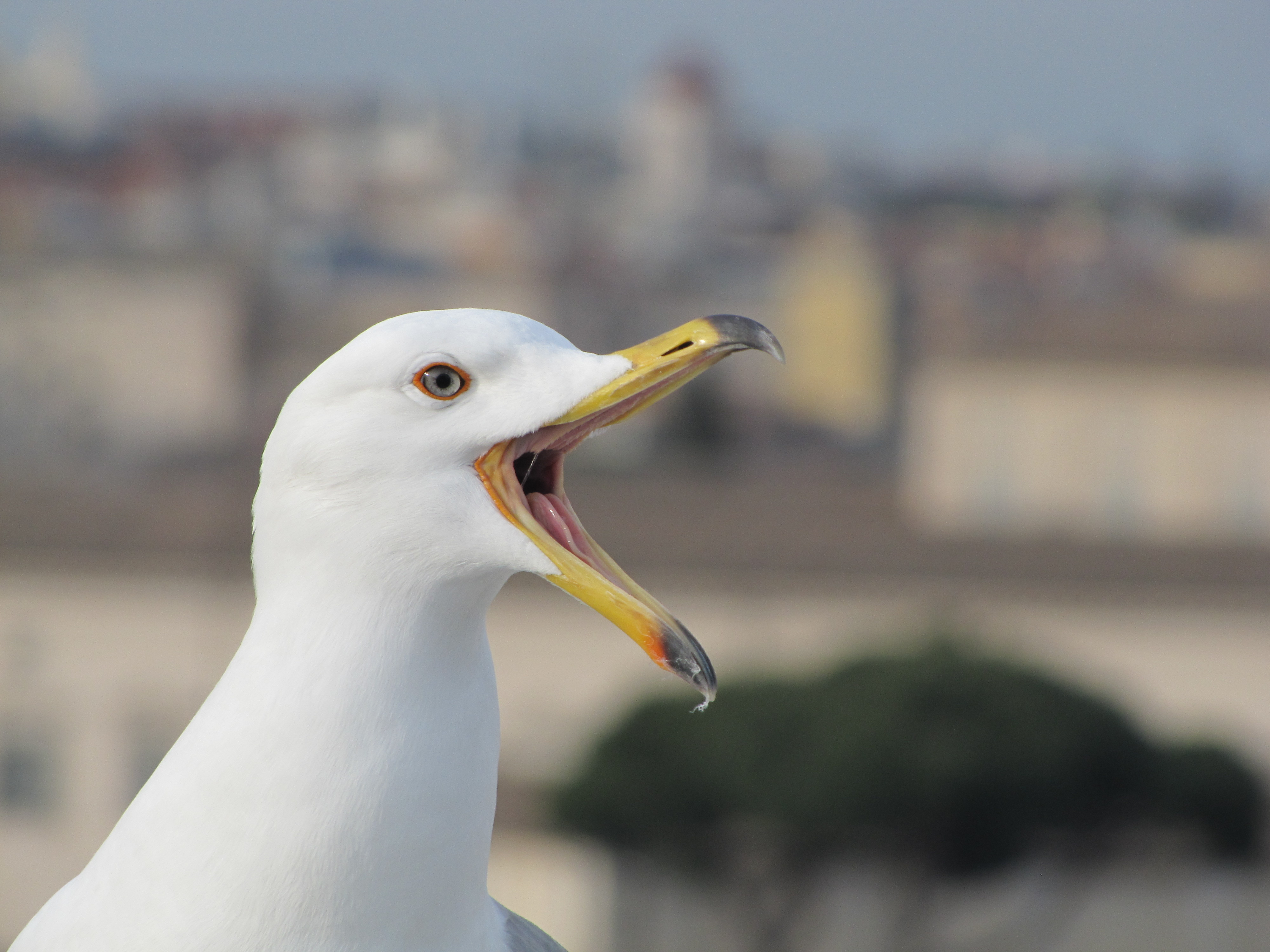
La mandibola superiore di un gabbiano può flettersi verso l'alto perché è supportata da piccole ossa che possono muoversi leggermente in avanti e indietro.
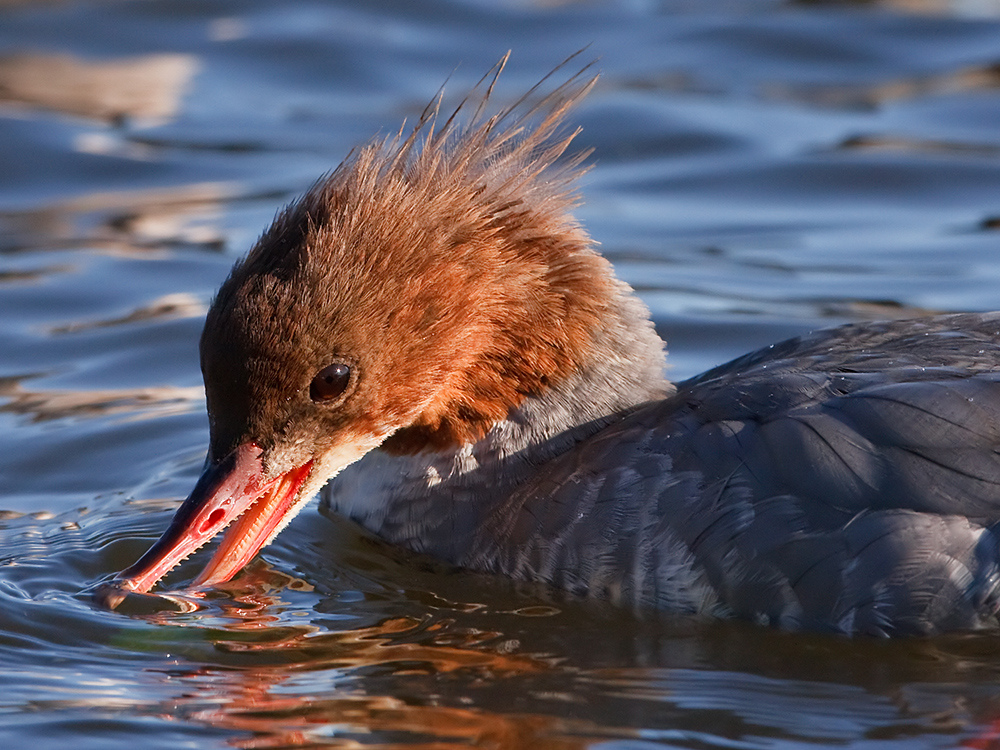
Le dentellature a dente di sega sul becco di un comune smergo lo aiutano a tenersi stretta la sua preda (normalmente i pesci).
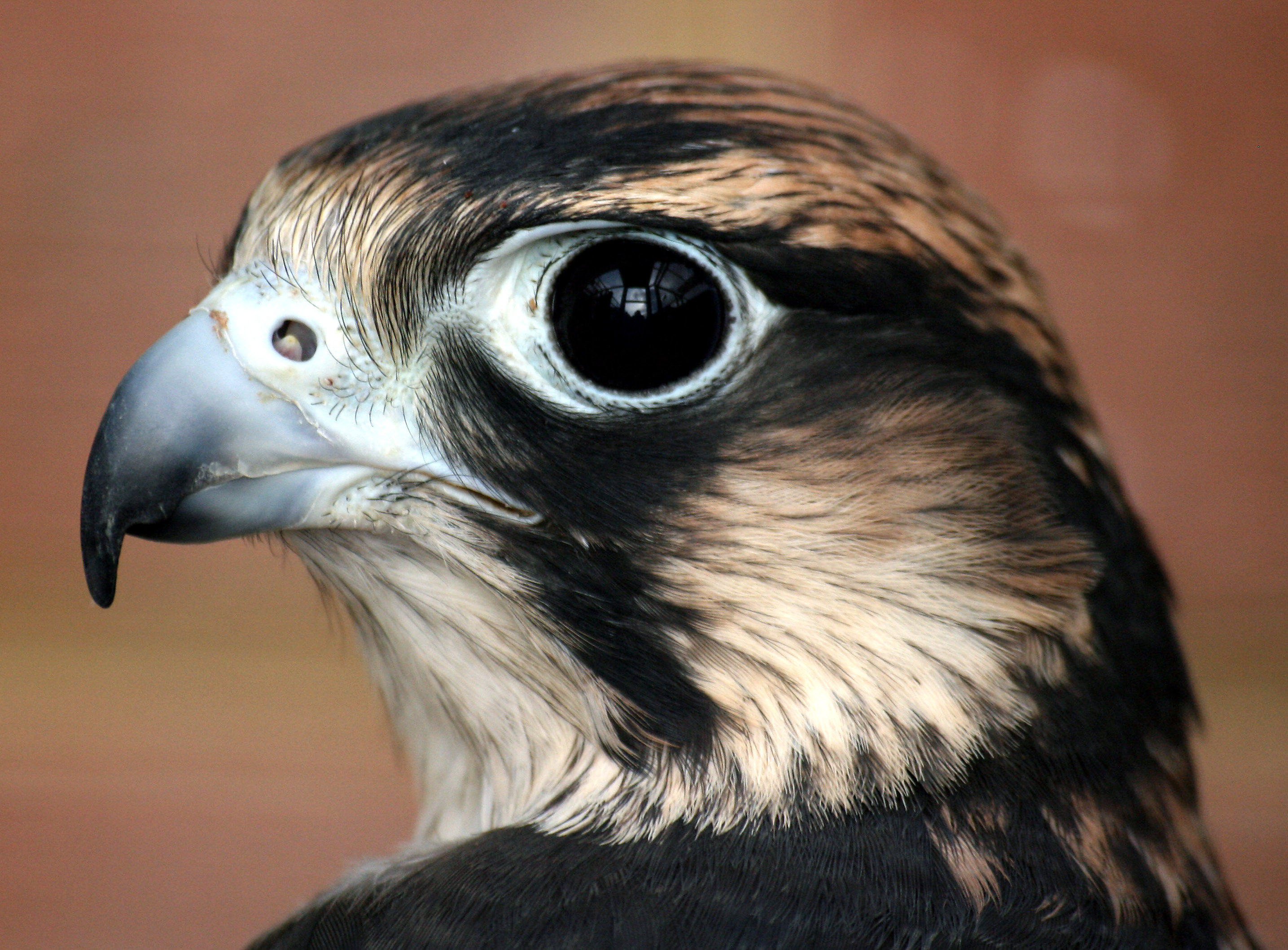
I falchi hanno un piccolo tubercolo all'interno di ciascuna narice[13].
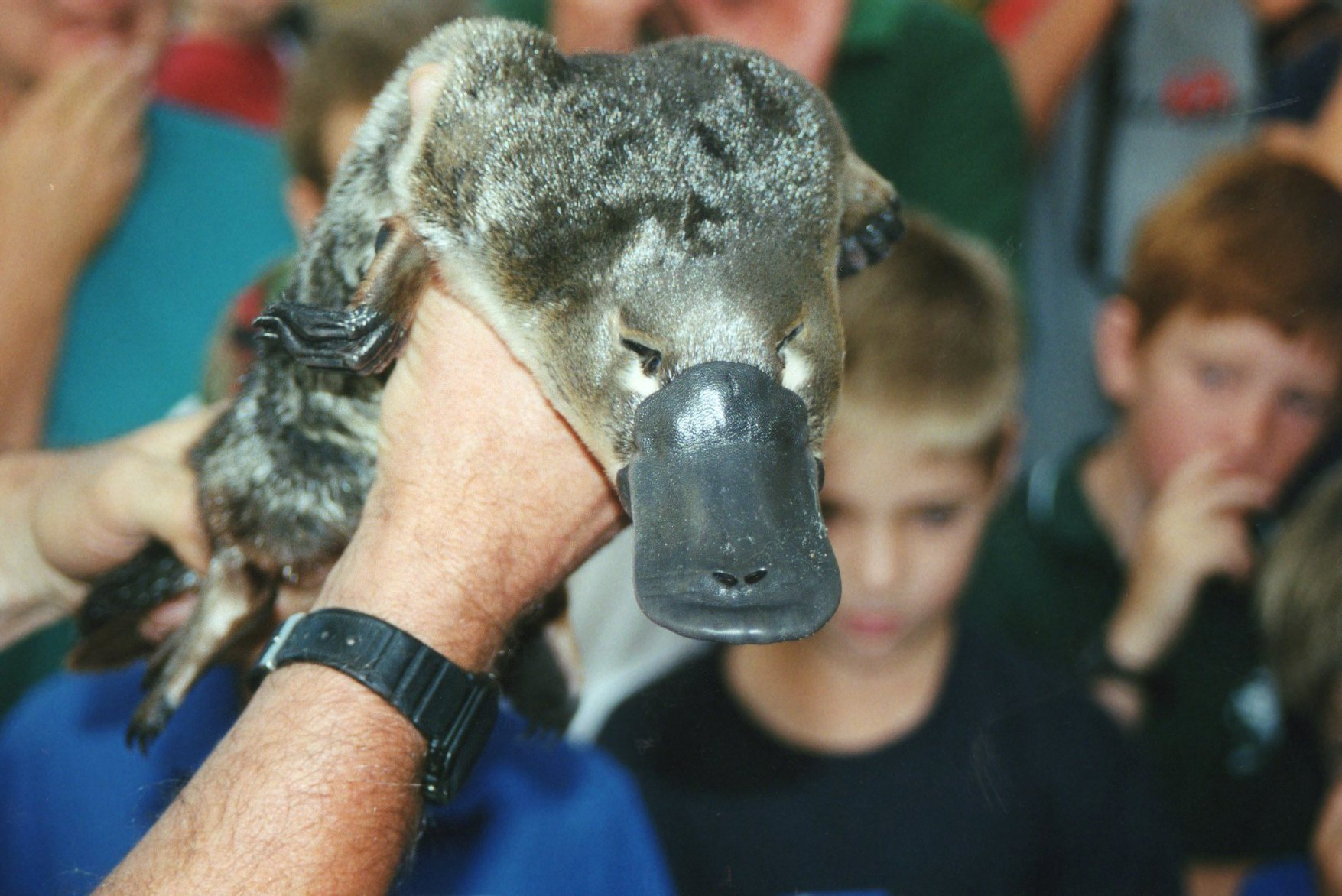
L'ornitorinco usa il becco per navigare sott'acqua, rilevare il cibo e scavare.
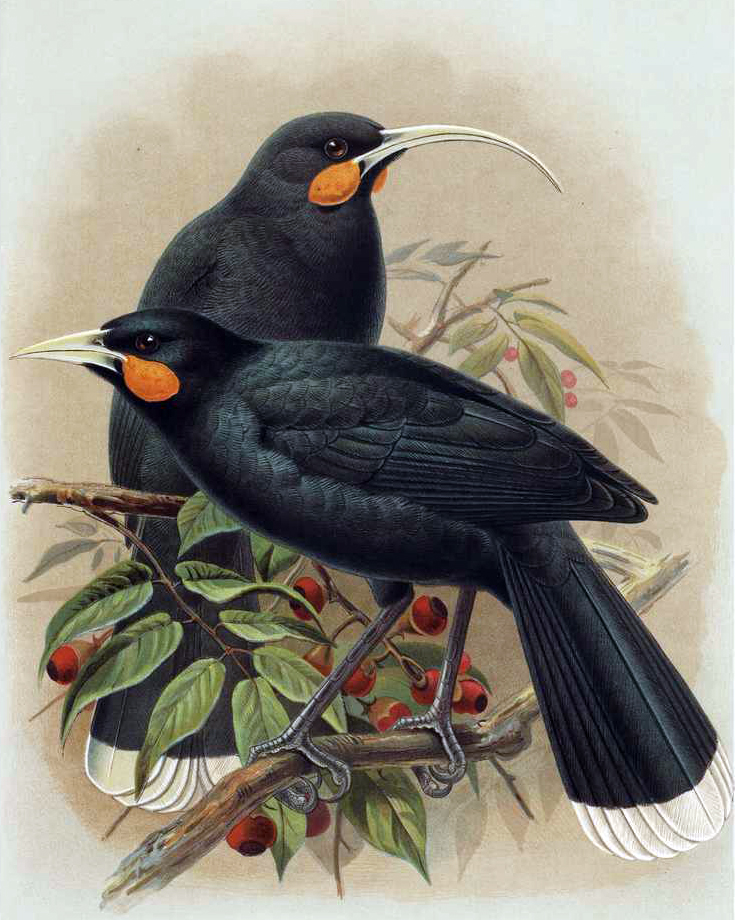
I becchi dell'ormai estinto Huia (femmina nella parte superiore, maschio nella parte inferiore) mostrano un marcato dimorfismo sessuale.